# Próximas elecciones presidenciales de Malí
Las elecciones generales de Malí de 2024 se llevarán a cabo en algún punto de 2024. Previamente estaban fijadas para el 27 de febrero de 2022. En dicha elección se elegirá al presidente de la República y a los 147 miembros de la Asamblea Nacional.
Originalmente, la elección estaba programada para el 27 de febrero de 2022, pero se pospuso indefinidamente luego del golpe de Estado de 2021 que condujo a la destitución del presidente de transición Bah N'Daw.

## Antecedentes
Un golpe de Estado comenzó la noche del 24 de mayo de 2021, cuando el ejército de Malí, dirigido por el vicepresidente Assimi Goita, capturó al presidente Ba N'Daou, al primer ministro Moctar Ouane y al ministro de Defensa Souleymane Doucouré.  Goïta, el jefe de la junta que encabezó el golpe de Estado maliense de 2021, anunció que N'daw y Ouane fueron despojados de sus poderes y que se celebrarían nuevas elecciones en 2022. Es el tercer golpe de Estado del país en diez años, luego de las tomas de poder militares de 2012 y 2020, y esta última ocurrió solo nueve meses antes. Después del golpe, los militares prometieron respetar el plan electoral del 27 de febrero de 2022 del gobierno anterior. El bloque regional, la Comunidad Económica de Estados de África Occidental (CEDEAO) y la Unión Africana han suspendido a Malí de sus organizaciones, pero se negaron a imponer más sanciones e instaron repetidamente a las autoridades a celebrar las votaciones según lo previsto y prometieron más sanciones si hubiera una retraso.
En diciembre se anunció que se celebraría una conferencia en la que se recomendaría un calendario para elecciones democráticas. El 30 de diciembre se anunció que las elecciones previstas para febrero deberían retrasarse entre seis meses y cinco años, en parte debido a cuestiones de seguridad. Una importante coalición de partidos políticos en Mali rechazó los planes del gobierno liderado por los militares para una transición lenta hacia un gobierno democrático. El plan militar decía que la transición podría tardar hasta cinco años. Según su plan, se celebraría un referéndum constitucional en 2023 y elecciones legislativas en 2025. No se celebrarían elecciones presidenciales hasta 2026. La CEDEAO, el principal bloque político y económico de África Occidental, impuso sanciones a los líderes golpistas y prometió más si Mali no presentaba antes de enero un plan para las elecciones de febrero. El 8 de enero se anunció que los líderes de África Occidental discutirían el aplazamiento de Malí y prepararían nuevas sanciones. El 9 de enero, la CEDEAO dijo que todos los países miembros cerrarán las fronteras con Mali e impondrán amplias sanciones económicas en respuesta a los retrasos en la celebración de las elecciones prometidas después del golpe militar de 2020. En un comunicado, la CEDEAO dijo que consideraba totalmente inaceptable el calendario propuesto para una transición. Este calendario "simplemente significa que un gobierno militar de transición ilegítimo tomará como rehén al pueblo maliense", afirmó. El bloque de 15 miembros dijo que había acordado imponer sanciones adicionales con efecto inmediato, incluido el cierre de las fronteras terrestres y aéreas de los miembros con Mali, la suspensión de transacciones financieras no esenciales y la congelación de los activos estatales de Mali en las zonas central y central de la CEDEAO. bancos comerciales. Mientras tanto, la unión monetaria regional UEMOA ordenó a todas las instituciones financieras bajo su paraguas que suspendieran a Malí con efecto inmediato, cortando el acceso del país a los mercados financieros regionales.
En la cumbre de la CEDEAO celebrada en Acra el 3 de julio de 2022, la junta acordó celebrar elecciones antes de febrero de 2024 a cambio del levantamiento inmediato de las sanciones.
En septiembre de 2023, tras la ruptura de la tregua con los rebeldes tuareg, la junta maliense aplazó indefinidamente las elecciones por "razones técnicas", entre ellas la adopción de la nueva constitución y un conflicto con Idemia, empresa francesa encargada de llevar a cabo un censo.

## Sistema electoral
El presidente de Malí es elegido por mayoría absoluta mediante el sistema de dos vueltas para un mandato de cinco años.
Los 147 miembros de la Asamblea Nacional son elegidos de 125 distritos electorales utilizando el sistema de dos vueltas. En distritos electorales donde hay más de un escaño para ser elegido se usa la votación en bloque.